# Анойтарка
Анойтарка (устар. Апой-Тарка) — река в России, протекает в Пуровском районе Ямало-Ненецкого АО. Устье реки находится в 62 км по левому берегу реки Непермецаяха. Длина реки составляет 11 км. Течёт по болотистой местности вдали от населённых пунктов.

## Данные водного реестра
По данным государственного водного реестра России относится к Нижнеобскому бассейновому округу, водохозяйственный участок реки — Пур, речной подбассейн реки — подбассейн отсутствует. Речной бассейн реки — Пур.
Код объекта в государственном водном реестре — 15040000112115300057947.